# Берешть-Бістріца (комуна)
Берешть-Бістріца, Берешті-Бістріца (рум. Berești-Bistrița) — комуна у повіті Бакеу в Румунії. До складу комуни входять такі села (дані про населення за 2002 рік):
- Берешть-Бістріца (1031 особа)
- Брад (208 осіб)
- Клімешть (322 особи)
- Педурень (463 особи)

Комуна розташована на відстані 259 км на північ від Бухареста, 16 км на північ від Бакеу, 74 км на південний захід від Ясс.

## Населення
За даними перепису населення 2002 року у комуні проживали 3417 осіб.
Національний склад населення комуни:
| Національність | Кількість осіб | Відсоток |
| -------------- | -------------- | -------- |
| румуни         | 3376           | 98,8%    |
| цигани         | 25             | 0,7%     |
| угорці         | 15             | 0,4%     |
| італійці       | 1              | < 0,1%   |

Рідною мовою назвали:
| Мова      | Кількість осіб | Відсоток |
| --------- | -------------- | -------- |
| румунську | 3398           | 99,4%    |
| угорську  | 15             | 0,4%     |
| циганську | 4              | 0,1%     |

Склад населення комуни за віросповіданням:
| Релігія            | Кількість осіб | Відсоток |
| ------------------ | -------------- | -------- |
| православні        | 3337           | 97,7%    |
| п'ятдесятники      | 40             | 1,2%     |
| римо-католики      | 35             | 1,0%     |
| старообрядці       | 2              | 0,1%     |
| реформати          | 1              | < 0,1%   |
| адвентисти         | 1              | < 0,1%   |
| не вказали релігію | 1              | < 0,1%   |